# هينريتش هوفمان (ضابط بالبحرية الألمانية)
هينريتش هوفمان (بالألمانية: Heinrich Hoffmann)‏ هو ضابط بالبحرية الألمانية ‏ ألماني، ولد في 17 أغسطس 1910 في بوتروب في ألمانيا، وتوفي في 29 يناير 1998 في Wehden ‏ في ألمانيا.